# Edyta Korotkin
Edyta Korotkin, född 18 april 1972, är en polsk bågskytt. Hon deltog vid olympiska sommarspelen 1992.